# سیارک ۳۴۸۱
سیارک ۳۴۸۱ (به انگلیسی: 3481 Xianglupeak، نامگذاری:1982DS6) سه هزار و چهارصد و هشتاد و یکمین سیارک کشف شده‌است که در ۱۹ فوریه ۱۹۸۲ کشف شد.
قدر مطلق سیارک برابر ۲۷.۸ است.